# Melochia graminifolia
Melochia graminifolia är en malvaväxtart som beskrevs av A. St.-hil.. Melochia graminifolia ingår i släktet Melochia och familjen malvaväxter. Inga underarter finns listade i Catalogue of Life.